# Sandra Nettelbeck
Sandra Nettelbeck (* 4. April 1966 in Hamburg) ist eine deutsche Filmregisseurin und Drehbuchautorin.

## Leben
Sandra Nettelbeck wurde als Tochter von Uwe und Petra Nettelbeck in Hamburg geboren, wo sie auch aufwuchs. Ihre Schulausbildung beendete sie 1984 an der Odenwaldschule in Hessen.
Von 1987 bis 1992 studierte sie Film an der San Francisco State University mit Schwerpunkt Regie, Drehbuch, Filmproduktion, Schnitt, Licht und Kamera. Ihr 40-minütiger Abschlussfilm, A Certain Grace, beschreibt eine Dreiecksgeschichte und wurde auf dem San Francisco Film Festival mit dem Publikumspreis als Bester Kurzfilm prämiert. Nach dem Abschluss des Studiums arbeitete sie zwei Jahre als Redakteurin für Film- und Kinomagazine.

### Filmkarriere
Ihren ersten langen Film, Unbeständig und kühl, setzte Nettelbeck 1995 für die Sendereihe Das kleine Fernsehspiel im ZDF um. Bei diesem Drama, bei dem Regula Grauwiller und Jasmin Tabatabai Rollen übernahmen, führte sie Regie, schrieb das Drehbuch und spielte selbst in einer Nebenrolle mit. Die Komödie Mammamia mit Senta Berger, Christiane Paul und Peter Lohmeyer verfilmte sie ab 1996 nach einem eigenen Drehbuch für das Fernsehen. Dafür gewann sie bei der Verleihung des Max-Ophüls-Preises den Hauptpreis und den Drehbuchpreis.
Der Durchbruch gelang der Regisseurin 2001 mit dem Film Bella Martha, in dem Martina Gedeck die Hauptrolle übernahm und bekannte europäische Schauspieler wie der Italiener Sergio Castellitto und der Däne Ulrich Thomsen mitspielten. Der Romantikfilm handelt von einer Köchin, die ihrer Nichte als Ersatzmutter dienen muss, war kommerziell erfolgreich und gewann international Filmpreise. Mit ihrer nächsten Produktion Sergeant Pepper schuf sie einen Kinderfilm, der eine Freundschaft zwischen einem sechsjährigen Jungen und einem Hund erzählt.
Helen ist der erste englischsprachige Spielfilm der Regisseurin. Die internationale Kinoproduktion mit Ashley Judd und Goran Višnjić in den Hauptrollen feierte Weltpremiere beim Sundance Film Festival 2009.

## Filmografie
- 1992: A Certain Grace (Kurzfilm: Regie)
- 1995: Unbeständig und kühl (Regie, Drehbuch, Darstellung)
- 1998: Mammamia (Regie, Drehbuch, Schnitt)
- 2001: Bella Martha (Regie, Drehbuch, Darstellung)
- 2004: Sergeant Pepper (Regie, Drehbuch)
- 2009: Helen (Regie, Drehbuch)
- 2013: Mr. Morgans letzte Liebe (Regie, Drehbuch)
- 2014: Monsoon Baby (Drehbuch)
- 2015: Ich bin dann mal weg (Drehbuch)
- 2018: Was uns nicht umbringt (Regie, Drehbuch)

## Auszeichnungen
A Certain Grace
- 1992 San Francisco International Lesbian and Gay Filmfestival, Publikumspreis Best Short Film

Mammamia
- 1998: Max-Ophüls-Preis, Bester Film, Bestes Drehbuch, gewonnen

Bella Martha
- 2002: Deutscher Filmpreis, Bester Film, nominiert
- 2002: Lecce, Festival des Europäischen Films, Italien, Spezialpreis der Jury, gewonnen
- 2002: Lecce, Festival des Europäischen Films, Italien, Preis der Studentenjury, gewonnen
- 2002: Valencia Film Festival, Publikumspreis, gewonnen
- 2002: Festival International de Films de Femmes de Créteil, Frankreich, Bester Film, gewonnen
- 2002: Festival International du Films d’Amour de Mons, Belgien, Bester Film, gewonnen
- 2002: Festival International du Films d’Amour de Mons, Belgien, Bestes Drehbuch, gewonnen
- 2002: Filmfestival Nantucket, Bestes Drehbuch, gewonnen
- 2003: Goya, Bester Europäischer Film, nominiert
- 2003: Muskat Filmfestival, Oman, Silver Award, gewonnen

Sergeant Pepper
- 2005: Toronto International Film Festival, Young People’s Jury Award, Bester Film, gewonnen
- 2005: Filmfest München, Der weiße Elefant, gewonnen
- 2005: Internationales Kinderfilmfestival Ale Kino! Poznań, Polen, nominiert

Helen
- 2009: Voice Award, USA, gewonnen

## Herausgeberin
- Uwe Nettelbeck: Keine Ahnung von Kunst und wenig vom Geschäft. Filmkritik 1963–1968. Hamburg: Philo Fine Arts. 2010. (Fundus. 196.) ISBN  3-86572660-7